# Уайт, Майкл
Майкл Уайт (англ. Michael White, род. 5 июля 1991, Нит) — валлийский профессиональный игрок в снукер. Майкл занесён в книгу рекордов Гиннесса как самый юный исполнитель сенчури-брейка: он сложил серию в 105 очков в возрасте 9 лет. В 2001 году, когда Уайта пригласили в Крусибл, Джон Пэррот сказал: «Я надеюсь, что покину снукер до того, как мне придётся сыграть с ним!». Майкл Уайт стал одним из самых успешных юниоров, выиграв множество турниров, а затем повторил свои достижения на любительской арене. В 2006 году он стал самым молодым победителем IBSF World Grand Prix — ему было 14 лет. Также, в 2007 он выиграл чемпионат Европы до 19 лет, победив Винсента Малдуна в финале.

## Профессиональная карьера
Уайт стал профессионалом в сезоне 2007/2008, но не сыграл на первом рейтинговом турнире Шанхай Мастерс, поскольку на тот момент ему не исполнилось 16 лет. А в своём дебютном матче в качестве профессионала (это была квалификация на Мастерс) Майкл победил довольно сильного соперника Тома Форда со счётом 4:0. Пройти далеко он, однако, не сумел: в следующем же матче он уступил будущему победителю квалификации Барри Хокинсу, 2:5. На первом для себя рейтинговом турнире (Гран-при) он также выступил неудачно, финишировав последним в своей квалификационной группе. По ходу квалификации Уайт победил Тони Драго, но проиграл все остальные матчи. Самым успешным турниром сезона для него стал чемпионат мира: в первом квалификационном раунде Майкл выиграл у Джо (Шайлеша) Джогия, 10:4, но в следующем матче с таким же счётом проиграл Барри Пинчесу. Таким образом, дебютный сезон в мэйн-туре валлийцу не удался, и он выбыл в дивизион PIOS.
Вернулся в мэйн-тур Уайт в сезоне 2009/10, благодаря победе в национальном чемпионате. На стартовом турнире в Шанхае он обыграл Джона Пэррота 5:0, но затем проиграл 3:5 Марку Дэвису. На Гран-при Уайт победил Ноппадола Сангнила, 5:1, но во втором раунде снова уступил, на этот раз Дэвиду Моррису, 3:5. На Мастерс Уайт также выбыл во 2-м раунде, хотя в первом победил экс-чемпиона мира Кена Доэрти. На чемпионате Британии Уайт пробился в последний, четвёртый раунд квалификации, уступив лишь китайцу Ляну Вэньбо, 4:9. Этот результат стал для него лучшим в сезоне.
В последующие годы, Уайт выступал с переменным успехом, выиграл 3 турнира, но постепенно его рейтинг понижался и в 2020 году он потерял место в мэйн-туре.
В 2022 году, Уайт, де-факто будучи любителем и не имея места в официальном рейтинге, получил уайлд-кард на чемпионат мира, где сенсационно прошел все четыре квалификационных раунда и вышел в финальный розыгрыш, что стало лишь вторым случаем в истории чемпионатов мира по снукеру (первым был Джеймс Кэхилл в 2019 году).
В июле 2024 года Уайта приговорили к трём годам тюрьмы за избиение своей бывшей девушки, произошедшее двумя годами ранее, и штрафу в размере 190 тысяч фунтов. Вскоре после приговора WST исключил снукериста из своего рейтинга.

## Выступления на турнирах
| Рейтинг на начало сезона           | [ 7 ]                    | [ 7 ]                    | 71                       | 66                       | 54                       | 34                       | 27                       | 17                       | 19                       | 26                       | 29                       | 45                       | [ 8 ]                  | [ 8 ]                  | [ 9 ]                  | 66                     |                        |                        |                        |                        |                        |                        |                        |                        |                        |                        |                        |                        |
| Рейтинговые турниры                |                          |                          |                          |                          |                          |                          |                          |                          |                          |                          |                          |                          |                        |                        |                        |                        |                        |                        |                        |                        |                        |                        |                        |                        |                        |                        |                        |                        |
| Championship League                | Турнир был нерейтинговым | Турнир был нерейтинговым | Турнир был нерейтинговым | Турнир был нерейтинговым | Турнир был нерейтинговым | Турнир был нерейтинговым | Турнир был нерейтинговым | Турнир был нерейтинговым | Турнир был нерейтинговым | Турнир был нерейтинговым | Турнир был нерейтинговым | Турнир был нерейтинговым | RR                     | RR                     | 2R                     | 2R                     |                        |                        |                        |                        |                        |                        |                        |                        |                        |                        |                        |                        |
| European Masters                   | НР                       | Турнир не проводился     | Турнир не проводился     | Турнир не проводился     | Турнир не проводился     | Турнир не проводился     | Турнир не проводился     | Турнир не проводился     | LQ                       | LQ                       | LQ                       | 1R                       | WD                     | WD                     | 1R                     | 2R                     |                        |                        |                        |                        |                        |                        |                        |                        |                        |                        |                        |                        |
| British Open                       | Турнир не проводился     | Турнир не проводился     | Турнир не проводился     | Турнир не проводился     | Турнир не проводился     | Турнир не проводился     | Турнир не проводился     | Турнир не проводился     | Турнир не проводился     | Турнир не проводился     | Турнир не проводился     | Турнир не проводился     | Турнир не проводился   | 1R                     | LQ                     | LQ                     |                        |                        |                        |                        |                        |                        |                        |                        |                        |                        |                        |                        |
| English Open                       | Турнир не проводился     | Турнир не проводился     | Турнир не проводился     | Турнир не проводился     | Турнир не проводился     | Турнир не проводился     | Турнир не проводился     | Турнир не проводился     | 2R                       | QF                       | 1R                       | 1R                       | 1R                     | LQ                     | 1R                     | 1R                     |                        |                        |                        |                        |                        |                        |                        |                        |                        |                        |                        |                        |
| Wuhan Open                         | Турнир не проводился     | Турнир не проводился     | Турнир не проводился     | Турнир не проводился     | Турнир не проводился     | Турнир не проводился     | Турнир не проводился     | Турнир не проводился     | Турнир не проводился     | Турнир не проводился     | Турнир не проводился     | Турнир не проводился     | Турнир не проводился   | Турнир не проводился   | Турнир не проводился   | 1R                     |                        |                        |                        |                        |                        |                        |                        |                        |                        |                        |                        |                        |
| Nothern Ireland Open               | Турнир не проводился     | Турнир не проводился     | Турнир не проводился     | Турнир не проводился     | Турнир не проводился     | Турнир не проводился     | Турнир не проводился     | Турнир не проводился     | QF                       | 1R                       | 2R                       | 1R                       | 3R                     | LQ                     | 3R                     | 1R                     |                        |                        |                        |                        |                        |                        |                        |                        |                        |                        |                        |                        |
| International Championship         | Не проводился            | Не проводился            | Не проводился            | Не проводился            | WR                       | 1R                       | QF                       | 3R                       | 1R                       | LQ                       | LQ                       | 1R                       | Не проводился          | Не проводился          | Не проводился          | 1R                     |                        |                        |                        |                        |                        |                        |                        |                        |                        |                        |                        |                        |
| UK Championship                    | LQ                       | LQ                       | LQ                       | LQ                       | 1R                       | 2R                       | 2R                       | 1R                       | 2R                       | 3R                       | 1R                       | 4R                       | 1R                     | 1R                     | LQ                     | LQ                     |                        |                        |                        |                        |                        |                        |                        |                        |                        |                        |                        |                        |
| Shoot Out                          | НП                       | НП                       | Турнир был нерейтинговым | Турнир был нерейтинговым | Турнир был нерейтинговым | Турнир был нерейтинговым | Турнир был нерейтинговым | Турнир был нерейтинговым | 2R                       | 2R                       | SF                       | 1R                       | 3R                     | 1R                     | QF                     | 4R                     |                        |                        |                        |                        |                        |                        |                        |                        |                        |                        |                        |                        |
| Scottish Open                      | Не проводился            | Не проводился            | Не проводился            | Не проводился            | МР                       | Не проводился            | Не проводился            | Не проводился            | 2R                       | 4R                       | 2R                       | 1R                       | 2R                     | LQ                     | 1R                     | LQ                     |                        |                        |                        |                        |                        |                        |                        |                        |                        |                        |                        |                        |
| World Grand Prix                   | Турнир не проводился     | Турнир не проводился     | Турнир не проводился     | Турнир не проводился     | Турнир не проводился     | Турнир не проводился     | НР                       | 1R                       | 2R                       | QF                       | DNQ                      | DNQ                      | DNQ                    | DNQ                    | DNQ                    | DNQ                    |                        |                        |                        |                        |                        |                        |                        |                        |                        |                        |                        |                        |
| German Masters                     | НП                       | НП                       | LQ                       | LQ                       | LQ                       | 1R                       | LQ                       | LQ                       | 1R                       | LQ                       | LQ                       | LQ                       | 1R                     | LQ                     | LQ                     | LQ                     |                        |                        |                        |                        |                        |                        |                        |                        |                        |                        |                        |                        |
| Welsh Open                         | LQ                       | LQ                       | LQ                       | LQ                       | LQ                       | 2R                       | 3R                       | QF                       | 3R                       | 1R                       | 1R                       | 1R                       | 1R                     | 3R                     | LQ                     | LQ                     |                        |                        |                        |                        |                        |                        |                        |                        |                        |                        |                        |                        |
| Players Championship               | НП                       | НП                       | DNQ                      | DNQ                      | DNQ                      | DNQ                      | 1R                       | 2R                       | DNQ                      | DNQ                      | DNQ                      | DNQ                      | DNQ                    | DNQ                    | DNQ                    | DNQ                    |                        |                        |                        |                        |                        |                        |                        |                        |                        |                        |                        |                        |
| World Open                         | LQ                       | LQ                       | LQ                       | LQ                       | LQ                       | 2R                       | НП                       | НП                       | 1R                       | LQ                       | LQ                       | LQ                       | Не проводился          | Не проводился          | Не проводился          | 1R                     |                        |                        |                        |                        |                        |                        |                        |                        |                        |                        |                        |                        |
| Чемпионат мира                     | LQ                       | LQ                       | LQ                       | LQ                       | QF                       | 1R                       | LQ                       | 1R                       | LQ                       | LQ                       | LQ                       | LQ                       | LQ                     | 1R                     | LQ                     | LQ                     |                        |                        |                        |                        |                        |                        |                        |                        |                        |                        |                        |                        |
| Нерейтинговые турниры              |                          |                          |                          |                          |                          |                          |                          |                          |                          |                          |                          |                          |                        |                        |                        |                        |                        |                        |                        |                        |                        |                        |                        |                        |                        |                        |                        |                        |
| Champion of Champions              | Не проводился            | Не проводился            | Не проводился            | Не проводился            | Не проводился            | —                        | —                        | 1R                       | —                        | QF                       | —                        | —                        | —                      | —                      | —                      | —                      |                        |                        |                        |                        |                        |                        |                        |                        |                        |                        |                        |                        |
| Мастерс                            | LQ                       | LQ                       | DNQ                      | DNQ                      | DNQ                      | DNQ                      | DNQ                      | DNQ                      | DNQ                      | DNQ                      | DNQ                      | DNQ                      | DNQ                    | DNQ                    | DNQ                    | DNQ                    |                        |                        |                        |                        |                        |                        |                        |                        |                        |                        |                        |                        |
| Championship League                | —                        | —                        | —                        | —                        | —                        | —                        | RR                       | RR                       | RR                       | RR                       | RR                       | —                        | —                      | —                      | —                      | —                      |                        |                        |                        |                        |                        |                        |                        |                        |                        |                        |                        |                        |
| Упразднённые рейтинговые турниры   |                          |                          |                          |                          |                          |                          |                          |                          |                          |                          |                          |                          |                        |                        |                        |                        |                        |                        |                        |                        |                        |                        |                        |                        |                        |                        |                        |                        |
| Трофей Северной Ирландии           | LQ                       | Турнир не проводился     | Турнир не проводился     | Турнир не проводился     | Турнир не проводился     | Турнир не проводился     | Турнир не проводился     | Турнир не проводился     | Турнир не проводился     | Турнир не проводился     | Турнир не проводился     | Турнир не проводился     | Турнир не проводился   | Турнир не проводился   | Турнир не проводился   | Турнир не проводился   | Турнир не проводился   | Турнир не проводился   | Турнир не проводился   | Турнир не проводился   | Турнир не проводился   |                        |                        |                        |                        |                        |                        |                        |
| Wuxi Classic                       | НП                       | НР                       | НР                       | НР                       | WR                       | 1R                       | 2R                       | Турнир не проводился     | Турнир не проводился     | Турнир не проводился     | Турнир не проводился     | Турнир не проводился     | Турнир не проводился   | Турнир не проводился   | Турнир не проводился   | Турнир не проводился   | Турнир не проводился   | Турнир не проводился   | Турнир не проводился   | Турнир не проводился   | Турнир не проводился   | Турнир не проводился   | Турнир не проводился   | Турнир не проводился   | Турнир не проводился   | Турнир не проводился   | Турнир не проводился   |                        |
| Australian Goldfields Open         | НП                       | НП                       | НП                       | LQ                       | LQ                       | 1R                       | LQ                       | QF                       | Турнир не проводился     | Турнир не проводился     | Турнир не проводился     | Турнир не проводился     | Турнир не проводился   | Турнир не проводился   | Турнир не проводился   | Турнир не проводился   | Турнир не проводился   | Турнир не проводился   | Турнир не проводился   | Турнир не проводился   | Турнир не проводился   | Турнир не проводился   | Турнир не проводился   | Турнир не проводился   | Турнир не проводился   | Турнир не проводился   | Турнир не проводился   | Турнир не проводился   |
| Шанхай Мастерс                     | —                        | LQ                       | LQ                       | LQ                       | LQ                       | LQ                       | QF                       | 1R                       | QF                       | 2R                       | Нерейтинговый            | Нерейтинговый            | Не проводился          | Не проводился          | Не проводился          | НР                     |                        |                        |                        |                        |                        |                        |                        |                        |                        |                        |                        |                        |
| Paul Hunter Classic                | Pro-am                   | Pro-am                   | Низкорейтинговый турнир  | Низкорейтинговый турнир  | Низкорейтинговый турнир  | Низкорейтинговый турнир  | Низкорейтинговый турнир  | Низкорейтинговый турнир  | 4R                       | W                        | 3R                       | НР                       | Турнир не проводился   | Турнир не проводился   | Турнир не проводился   | Турнир не проводился   | Турнир не проводился   | Турнир не проводился   |                        |                        |                        |                        |                        |                        |                        |                        |                        |                        |
| Indian Open                        | Турнир не проводился     | Турнир не проводился     | Турнир не проводился     | Турнир не проводился     | Турнир не проводился     | QF                       | W                        | НП                       | LQ                       | WD                       | 1R                       | Турнир не проводился     | Турнир не проводился   | Турнир не проводился   | Турнир не проводился   | Турнир не проводился   | Турнир не проводился   |                        |                        |                        |                        |                        |                        |                        |                        |                        |                        |                        |
| China Open                         | LQ                       | LQ                       | LQ                       | LQ                       | LQ                       | 2R                       | 3R                       | 1R                       | 3R                       | 2R                       | LQ                       | Турнир не проводился     | Турнир не проводился   | Турнир не проводился   | Турнир не проводился   | Турнир не проводился   | Турнир не проводился   |                        |                        |                        |                        |                        |                        |                        |                        |                        |                        |                        |
| Riga Masters                       | Турнир не проводился     | Турнир не проводился     | Турнир не проводился     | Турнир не проводился     | Турнир не проводился     | Турнир не проводился     | МР                       | МР                       | —                        | 1R                       | 2R                       | LQ                       | Турнир не проводился   | Турнир не проводился   | Турнир не проводился   | Турнир не проводился   |                        |                        |                        |                        |                        |                        |                        |                        |                        |                        |                        |                        |
| China Championship                 | Турнир не проводился     | Турнир не проводился     | Турнир не проводился     | Турнир не проводился     | Турнир не проводился     | Турнир не проводился     | Турнир не проводился     | Турнир не проводился     | НР                       | 2R                       | 1R                       | LQ                       | Турнир не проводился   | Турнир не проводился   | Турнир не проводился   | Турнир не проводился   |                        |                        |                        |                        |                        |                        |                        |                        |                        |                        |                        |                        |
| WST Pro Series                     | Турнир не проводился     | Турнир не проводился     | Турнир не проводился     | Турнир не проводился     | Турнир не проводился     | Турнир не проводился     | Турнир не проводился     | Турнир не проводился     | Турнир не проводился     | Турнир не проводился     | Турнир не проводился     | Турнир не проводился     | RR                     | Не проводился          | Не проводился          | Не проводился          |                        |                        |                        |                        |                        |                        |                        |                        |                        |                        |                        |                        |
| Turkish Masters                    | Турнир не проводился     | Турнир не проводился     | Турнир не проводился     | Турнир не проводился     | Турнир не проводился     | Турнир не проводился     | Турнир не проводился     | Турнир не проводился     | Турнир не проводился     | Турнир не проводился     | Турнир не проводился     | Турнир не проводился     | Турнир не проводился   | 1R                     | НП                     | НП                     |                        |                        |                        |                        |                        |                        |                        |                        |                        |                        |                        |                        |
| Gibraltar Open                     | Турнир не проводился     | Турнир не проводился     | Турнир не проводился     | Турнир не проводился     | Турнир не проводился     | Турнир не проводился     | Турнир не проводился     | МР                       | 3R                       | 1R                       | 1R                       | 1R                       | 1R                     | 3R                     | НП                     | НП                     |                        |                        |                        |                        |                        |                        |                        |                        |                        |                        |                        |                        |
| WST Classic                        | Турнир не проводился     | Турнир не проводился     | Турнир не проводился     | Турнир не проводился     | Турнир не проводился     | Турнир не проводился     | Турнир не проводился     | Турнир не проводился     | Турнир не проводился     | Турнир не проводился     | Турнир не проводился     | Турнир не проводился     | Турнир не проводился   | Турнир не проводился   | 1R                     | НП                     |                        |                        |                        |                        |                        |                        |                        |                        |                        |                        |                        |                        |
| Упразднённые нерейтинговые турниры |                          |                          |                          |                          |                          |                          |                          |                          |                          |                          |                          |                          |                        |                        |                        |                        |                        |                        |                        |                        |                        |                        |                        |                        |                        |                        |                        |                        |
| World Grand Prix                   | Турнир не проводился     | Турнир не проводился     | Турнир не проводился     | Турнир не проводился     | Турнир не проводился     | Турнир не проводился     | 1R                       | Турнир был рейтинговым   | Турнир был рейтинговым   | Турнир был рейтинговым   | Турнир был рейтинговым   | Турнир был рейтинговым   | Турнир был рейтинговым | Турнир был рейтинговым | Турнир был рейтинговым | Турнир был рейтинговым | Турнир был рейтинговым | Турнир был рейтинговым | Турнир был рейтинговым | Турнир был рейтинговым | Турнир был рейтинговым | Турнир был рейтинговым | Турнир был рейтинговым | Турнир был рейтинговым | Турнир был рейтинговым | Турнир был рейтинговым | Турнир был рейтинговым |                        |
| General Cup                        | НП                       | —                        | НП                       | —                        | —                        | —                        | —                        | SF                       | Турнир не проводился     | Турнир не проводился     | Турнир не проводился     | Турнир не проводился     | Турнир не проводился   | Турнир не проводился   | Турнир не проводился   | Турнир не проводился   | Турнир не проводился   | Турнир не проводился   | Турнир не проводился   | Турнир не проводился   | Турнир не проводился   | Турнир не проводился   | Турнир не проводился   | Турнир не проводился   | Турнир не проводился   | Турнир не проводился   | Турнир не проводился   |                        |
| Shoot Out                          | НП                       | НП                       | —                        | 1R                       | 3R                       | 2R                       | W                        | 2R                       | Турнир был рейтинговым   | Турнир был рейтинговым   | Турнир был рейтинговым   | Турнир был рейтинговым   | Турнир был рейтинговым | Турнир был рейтинговым | Турнир был рейтинговым | Турнир был рейтинговым | Турнир был рейтинговым | Турнир был рейтинговым | Турнир был рейтинговым | Турнир был рейтинговым | Турнир был рейтинговым | Турнир был рейтинговым | Турнир был рейтинговым | Турнир был рейтинговым | Турнир был рейтинговым | Турнир был рейтинговым | Турнир был рейтинговым | Турнир был рейтинговым |
| Six-red World Championship         | НП                       | —                        | —                        | НП                       | —                        | —                        | 2R                       | 3R                       | 3R                       | RR                       | RR                       | —                        | НП                     | НП                     | LQ                     | НП                     |                        |                        |                        |                        |                        |                        |                        |                        |                        |                        |                        |                        |

Обозначения:
- — = Не участвовал в турнире
- WD = Снялся
- LQ = Выбыл в квалификационном раунде (не попал в основную стадию)
- WR, RR = Предварительный раунд
- W = Победитель
- F = Финалист
- SF = Полуфинал
- QF = Четвертьфинал
- DQ = Дисквалифицирован
- НП = Турнир не проводился
- НР = Турнир был нерейтинговым
- МР = Турнир был низкорейтинговым
- Pro-Am = Турнир серии Pro-Am

## Достижения в карьере
- Чемпионат мира 1/4 финала — 2013
- Чемпионат Великобритании по снукеру 1/16 финала — 2012, 2017
- IBSF World Grand Prix чемпион — 2006
- Чемпионат Европы среди игроков до 19 лет победитель — 2007
- Shoot-Out чемпион — 2015
- Indian Open чемпион — 2015
- Рига Мастерс 1/16 финала — 2018